# Linde (Struer Kommune)
 For alternative betydninger, se Linde. (Se også artikler, som begynder med Linde)
Linde er en landsby i det nordlige Vestjylland med 377 indbyggere  (2024). Linde er beliggende 11 kilometer sydvest for Struer og 11 kilometer nordvest for Holstebro.
Byen ligger i Region Midtjylland og hører under Struer Kommune. Linde er beliggende i Asp Sogn.